# Micro-DVI

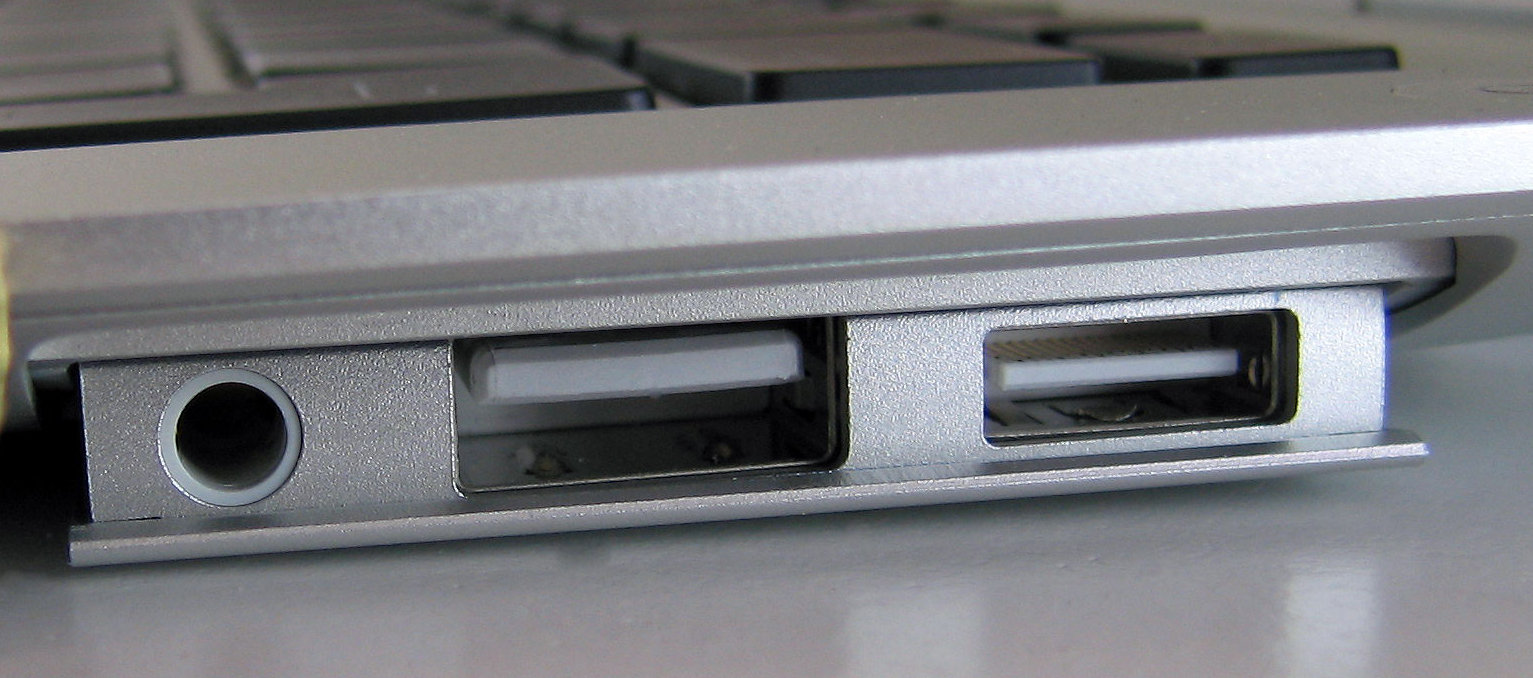
MacBook Airの端子

Micro-DVI'端子はAppleでMacBook Airのために作られた主にパソコン本体側に使われている映像信号出力端子。Micro-DVI端子は、DVI-I相当の信号から成り、ディジタルとアナログ両方の映像信号およびモニタ情報の通信線（DDC）が含まれる。ここに変換ケーブルを接続することで（信号を変換することなくコネクタ形状の変更だけで）シングルDVIリンク相当のDVI-Dデジタル出力信号やアナログRGBのSVGA映像信号出力を得られる。また、信号を変換してNTSCテレビコンポジット映像出力とS映像出力を作るアダプタもアップルから発売。既にアップルはMini-VGA、Mini-DVIなど物理スペースをとらない各種の端子仕様を発表しているが、更に小さい端子として2008年に開発した。
アップルは次世代のモニタ出力ポートとして、VESAが策定したDisplayPortの拡張仕様にアップルが提案したMINI DisplayPortなる規格を2009年に採用している。